# Temporada 1998 de las Grandes Ligas de Béisbol
La Temporada 1998 de las Grandes Ligas de Béisbol comenzó el 31 de marzo y finalizó cuando New York Yankees derrotó en una barrida de 4 juegos a
San Diego Padres en la Serie Mundial
La temporada estuvo marcada por una expansión a 30 equipos (16 en la LN y 14 en la LA), con dos nuevos equipos -
Arizona Diamondbacks en la Liga Nacional y Tampa Bay Rays en la Liga Americana. Para mantener a las ligas con un número uniforme de equipos, 
permitiendo a ambas ligas tener un nuevo equipo, Milwaukee Brewers fue trasladado de la División Central de la Liga Americana a la División Central de la 
Liga Nacional. Detroit Tigers fueron desplazado de la División Este de la Liga Americana a la División Central, mientras que los Rays fueron añadidos al 
Este de la Liga Americana. Los Diamondbacks se agregaron a la División Oeste de la Liga Nacional , haciendo que la Liga Nacional tenga más equipos que la 
Liga Americana por primera vez.
Lo llamativo de la temporada fue la histórica persecución del récord de home runs en una sola temporada que en ese momento estaba en manos de Roger Maris. 
Inicialmente, Mark McGwire de los St. Louis Cardinals y Ken Griffey, Jr. de los Seattle Mariners comenzaron la temporada con un ritmo que rompió 
el récord de Maris. En junio, se unió a la persecución Sammy Sosa de los Chicago Cubs, que rompió el récord de décadas de Rudy York para la 
mayor cantidad de jonrones en un mes con 20. Eventualmente, cayó el ritmo de Griffey, pero todavía terminó la temporada con 56 jonrones. Tanto McGwire como Sosa 
rompieron el récord en septiembre, con McGwire finalmente terminando con 70 jonrones y Sosa con 66. El récord de McGwire duraría solamente tres años, cuando 
Barry Bonds que golpeara 73 en el 2001. También la primera en la historia de la MLB con cuatro jugadores con 50 o más jonrones, con Greg Vaughn de los 
San Diego Padres golpeando 50. En un post scriptum a la persecución récord, tanto McGwire como Sosa fueron acusados desde hace mucho de haber usado drogas 
que aumentan el rendimiento durante ese período, y McGwire admitiría en 2010 que él había utilizado los esteroides durante la temporada que fijara el récord.

Los campeones defensores de la Serie Mundial, Florida Marlins, terminaron último en la División Este de la Liga Nacional con una marca de 54-108, 
convirtiéndose en el primer y único equipo, hasta el momento, que pasó de ganar la Serie Mundial un año hasta acabar con 100 o más derrotas y últimos en la 
División el año siguiente.

## Temporada Regular
Liga Americana

| División Este        | División Este | División Este | División Este | División Este | División Este | División Este |
| Equipo               | V             | D             | CTE           | JD            | LOCAL         | VISITA        |
| -------------------- | ------------- | ------------- | ------------- | ------------- | ------------- | ------------- |
| New York Yankees (1) | 114           | 48            | 0.704         | —             | 62–19         | 52–29         |
| Boston Red Sox (4)   | 92            | 70            | 0.568         | 22            | 51–30         | 41–40         |
| Toronto Blue Jays    | 88            | 74            | 0.543         | 26            | 51–30         | 37–44         |
| Baltimore Orioles    | 79            | 83            | 0.488         | 35            | 42–39         | 37–44         |
| Tampa Bay Rays       | 63            | 99            | 0.389         | 51            | 33–48         | 30–51         |

| División Central      | División Central | División Central | División Central | División Central | División Central | División Central |
| Equipo                | V                | D                | CTE              | JD               | LOCAL            | VISITA           |
| --------------------- | ---------------- | ---------------- | ---------------- | ---------------- | ---------------- | ---------------- |
| Cleveland Indians (2) | 89               | 73               | 0.549            | —                | 46–35            | 43–38            |
| Chicago White Sox     | 80               | 82               | 0.494            | 9                | 44–37            | 36–45            |
| Kansas City Royals    | 72               | 89               | 0.447            | 16½              | 29–51            | 43–38            |
| Minnesota Twins       | 70               | 92               | 0.432            | 19               | 35–46            | 35–46            |
| Detroit Tigers        | 65               | 97               | 0.401            | 24               | 32–49            | 33–48            |

| División Oeste    | División Oeste | División Oeste | División Oeste | División Oeste | División Oeste | División Oeste |
| Equipo            | V              | D              | CTE            | JD             | LOCAL          | VISITA         |
| ----------------- | -------------- | -------------- | -------------- | -------------- | -------------- | -------------- |
| Texas Rangers (3) | 88             | 74             | 0.543          | —              | 48–33          | 40–41          |
| Anaheim Angels    | 85             | 77             | 0.525          | 3              | 42–39          | 43–38          |
| Seattle Mariners  | 76             | 85             | 0.472          | 11½            | 42–39          | 34–46          |
| Oakland Athletics | 74             | 88             | 0.457          | 14             | 39–42          | 35–46          |

Liga Nacional 
| División Este         | División Este | División Este | División Este | División Este | División Este | División Este |
| Equipo                | V             | D             | CTE           | JD            | LOCAL         | VISITA        |
| --------------------- | ------------- | ------------- | ------------- | ------------- | ------------- | ------------- |
| Atlanta Braves (1)    | 106           | 56            | 0.654         | —             | 56–25         | 50–31         |
| New York Mets         | 88            | 74            | 0.543         | 18            | 47–34         | 41–40         |
| Philadelphia Phillies | 75            | 87            | 0.463         | 31            | 40–41         | 35–46         |
| Montreal Expos        | 65            | 97            | 0.401         | 41            | 39–42         | 26–55         |
| Florida Marlins       | 54            | 108           | 0.333         | 52            | 31–50         | 23–58         |

| División Central    | División Central | División Central | División Central | División Central | División Central | División Central |
| Equipo              | V                | D                | CTE              | JD               | LOCAL            | VISITA           |
| ------------------- | ---------------- | ---------------- | ---------------- | ---------------- | ---------------- | ---------------- |
| Houston Astros (2)  | 102              | 60               | 0.630            | —                | 55–26            | 47–34            |
| Chicago Cubs (4)    | 90               | 73               | 0.552            | 12½              | 51–31            | 39–42            |
| St. Louis Cardinals | 83               | 79               | 0.512            | 19               | 48–34            | 35–45            |
| Cincinnati Reds     | 77               | 85               | 0.475            | 25               | 39–42            | 38–43            |
| Milwaukee Brewers   | 74               | 88               | 0.457            | 28               | 38–43            | 36–45            |
| Pittsburgh Pirates  | 69               | 93               | 0.426            | 33               | 40–40            | 29–53            |

| División Oeste       | División Oeste | División Oeste | División Oeste | División Oeste | División Oeste | División Oeste |
| Equipo               | V              | D              | CTE            | JD             | LOCAL          | VISITA         |
| -------------------- | -------------- | -------------- | -------------- | -------------- | -------------- | -------------- |
| San Diego Padres (3) | 98             | 64             | 0.605          | —              | 54–27          | 44–37          |
| San Francisco Giants | 89             | 74             | 0.546          | 9½             | 49–32          | 40–42          |
| Los Angeles Dodgers  | 83             | 79             | 0.512          | 15             | 48–33          | 35–46          |
| Colorado Rockies     | 77             | 85             | 0.475          | 21             | 42–39          | 35–46          |
| Arizona Diamondbacks | 65             | 97             | 0.401          | 33             | 34–47          | 31–50          |

## Postemporada
|  | Serie Divisional | Serie Divisional | Serie Divisional  |   |                   | Campeonato de la Liga | Campeonato de la Liga | Campeonato de la Liga |  |  | Serie Mundial | Serie Mundial    | Serie Mundial |
|  |                  |                  |                   |   |                   |                       |                       |                       |  |  |               |                  |               |
|  | 1                | New York Yankees | 3                 |   |                   |                       |                       |                       |  |  |               |                  |               |
|  | 3                | Texas Rangers    | 0                 |   |                   |                       |                       |                       |  |  |               |                  |               |
|  | 3                | Texas Rangers    | 0                 |   | 1                 | New York Yankees      | 4                     |                       |  |  |               |                  |               |
|  | Liga Americana   |                  |                   |   | 1                 | New York Yankees      | 4                     |                       |  |  |               |                  |               |
|  |                  | 2                | Cleveland Indians | 2 |                   |                       |                       |                       |  |  |               |                  |               |
|  | 2                | 2                | Cleveland Indians | 2 | Cleveland Indians | 3                     |                       |                       |  |  |               |                  |               |
|  | 2                |                  |                   |   | Cleveland Indians | 3                     |                       |                       |  |  |               |                  |               |
|  | 4                | Boston Red Sox   | 1                 |   |                   |                       |                       |                       |  |  |               |                  |               |
|  |                  |                  |                   |   |                   |                       |                       |                       |  |  | AL1           | New York Yankees | 4             |
|  |                  | NL3              | San Diego Padres  | 0 |                   |                       |                       |                       |  |  |               |                  |               |
|  | 1                | Atlanta Braves   | 3                 |   |                   |                       |                       |                       |  |  |               |                  |               |
|  | 4                | Chicago Cubs     | 0                 |   |                   |                       |                       |                       |  |  |               |                  |               |
|  | 4                | Chicago Cubs     | 0                 |   | 1                 | Atlanta Braves        | 2                     |                       |  |  |               |                  |               |
|  | Liga Nacional    |                  |                   |   | 1                 | Atlanta Braves        | 2                     |                       |  |  |               |                  |               |
|  |                  | 3                | San Diego Padres  | 4 |                   |                       |                       |                       |  |  |               |                  |               |
|  | 2                | 3                | San Diego Padres  | 4 | Houston Astros    | 1                     |                       |                       |  |  |               |                  |               |
|  | 2                |                  |                   |   | Houston Astros    | 1                     |                       |                       |  |  |               |                  |               |
|  | 3                | San Diego Padres | 3                 |   |                   |                       |                       |                       |  |  |               |                  |               |

|                                                 |
| Campeón New York Yankees Vigésimo Cuarto Título |

## Líderes de la liga

### Liga Americana
Líderes de Bateo
| Categoría           | Jugador          | Equipo | Marca |
| ------------------- | ---------------- | ------ | ----- |
| Porcentaje de bateo | Bernie Williams  | NYY    | .339  |
| Cuadrangulares      | Ken Griffey, Jr. | SEA    | 56    |
| Carreras Impulsadas | Juan González    | TEX    | 157   |
| Carreras Anotadas   | Derek Jeter      | NYY    | 127   |
| Hits                | Álex Rodríguez   | SEA    | 213   |
| Robo de Bases       | Rickey Henderson | OAK    | 66    |

Líderes de Pitcheo
| Categoría         | Jugador                                 | Equipo           | Marca |
| ----------------- | --------------------------------------- | ---------------- | ----- |
| Victorias         | Roger Clemens Rick Helling David Cone   | TOR TEX NYY      | 20    |
| Derrotas          | Juan Guzmán Tom Candiotti Jaime Navarro | TOR, BAL OAK CHW | 16    |
| ERA               | Roger Clemens                           | TOR              | 2.65  |
| Ponches           | Roger Clemens                           | TOR              | 271   |
| Entradas Lanzadas | Scott Erickson                          | BAL              | 251.1 |
| Juegos salvados   | Tom Gordon                              | BOS              | 46    |

### Liga Nacional
Líderes de Bateo
| Categoría           | Jugador        | Equipo | Marca |
| ------------------- | -------------- | ------ | ----- |
| Porcentaje de bateo | Larry Walker   | COL    | .363  |
| Cuadrangulares      | Mark McGwire   | STL    | 70    |
| Carreras Impulsadas | Sammy Sosa     | CHC    | 158   |
| Carreras Anotadas   | Sammy Sosa     | CHC    | 134   |
| Hits                | Dante Bichette | COL    | 219   |
| Robo de Bases       | Tony Womack    | PIT    | 58    |

Líderes de Pitcheo
| Categoría         | Jugador        | Equipo | Marca |
| ----------------- | -------------- | ------ | ----- |
| Victorias         | Tom Glavine    | ATL    | 20    |
| Derrotas          | Darryl Kile    | COL    | 17    |
| ERA               | Greg Maddux    | ATL    | 2.22  |
| Ponches           | Curt Schilling | PHI    | 300   |
| Entradas Lanzadas | Curt Schilling | PHI    | 268.2 |
| Juegos salvados   | Trevor Hoffman | SDP    | 53    |